# Django Reinhardt
Jean "Django" Reinhardt (Liberchies, 23 de janeiro de 1910 — Fontainebleau, 16 de maio de 1953) foi um guitarrista de jazz francês nascido na Bélgica de etnia rom. Considerado um dos melhores e mais influentes guitarristas de todos os tempos, ele também influenciou vários músicos e inovou ao ajudar a criar o estilo gypsy jazz.
É tido como o pai do jazz na Europa, e também um dos primeiros músicos não negros nesse estilo musical. De ascendência cigana, Reinhardt nasceu na vila de Liberchies, no centro-sul da Bélgica, e acompanhou sua caravana até chegar aos arredores de Paris. Nessa cidade, começou a tocar banjo logo aos doze anos na vida noturna. Em sua primeira gravação conhecida (de 1928) ele toca o banjo. Após um incêndio no mesmo ano, ele perdeu a mobilidade de dois dedos da mão esquerda, o que o forçou a desenvolver uma técnica própria. Fez sucesso posteriormente com o Quintette du Hot Club de France; com o início da Segunda Guerra Mundial, o grupo se separou. Django faleceu em 1953, vítima de uma hemorragia cerebral.

## Biografia

### Infância e juventude
Django Reinhardt nasceu em Liberchies, na Bélgica, não distante da fronteira com a França, em 23 de janeiro de 1910. Seus pais, Jean-Eugène Weiss e Laurence Reinhardt, ciganos franceses, o criaram em meio ao seu acampamento. Sua casa era pequena, de madeira e tinha rodas. Em 1915, seu pai abandonou a família, deixando a mãe de Django e seus os dois irmãos menores, Joseph e Sara. Quando Django tinha dez anos, depois de já haver morado em vários outros lugares, entre eles a Itália, a sua família mudou-se para as proximidades de Paris. A cidade ainda era protegida por fortificações; fora delas a caravana de Django se instalou, em uma região pobre conhecida como la Zone.
Com doze anos, ele ganhou de um vizinho seu primeiro instrumento musical, um banjo. Ele já demonstrara interesse musical anteriormente. Mesmo sem estudo, ele aprendeu rapidamente a tocar observando e interagindo com outros músicos da comunidade; também aprendeu a tocar violino, prato de ataque e piano. Com doze anos, Reinhardt começou sua carreira musical, tocando com o acordeonista italiano popular Vétese Guérino em uma casa de dança. Posteriormente, ele ainda tocaria com Maurice Alexander, Fredo Gardoni, Jean Vaissade e Marceau Verschueren. Por volta de 1926, Django desenvolveu interesse em jazz e em compositores clássicos como Bach, Debussy, Stravinsky e Maurice Ravel.

"Você poderia ir com Django a uma apresentação da sinfonia mais complexa, e ele apontaria quaisquer erros que possivelmente teriam ocorrido durante a execução."

Stéphane Grappelli
Django Reinhardt nunca aprendeu a ler nem escrever. Sendo assim, nunca teve uma educação clássica musical. Contudo, segundo Stéphane Grappelli, violinista e seu posterior companheiro musical, ele tinha uma ótima percepção musical.
Em junho de 1928, gravou com o acordeonista Jean Vissade; Django tocou banjo e assinava a gravação com "Jiango Reinhardt". Pelo trabalho, ele recebeu quinhentos francos. Em outubro, gravou com Victor Marceau, também acordeonista, tocando banjo e assinou como "Jeangot".

### Incêndio
Em 2 de novembro de 1928, Django teve sérias queimaduras após um incêndio em sua casa. Ao chegar à noite em casa, depois de tocar em um clube, ele acidentalmente começou o fogo ao aproximar uma vela de flores artificiais de papel e celulose confeccionadas por sua primeira esposa, Bella (com quem veio a ter seu primeiro filho, Henri, mais conhecido como Lousson), as quais deveriam ser vendidas na manhã seguinte. Sua mão esquerda e sua perna direita foram seriamente afetadas. Ele teve de ficar dezoito meses sem movimentar a perna, e teve risco de amputação nos primeiros tempos. Seus dedos mínimo e anelar perderam mobilidade, o que o impediu de usá-los para tocar; o calor do fogo prejudicou os tendões desses dois dedos; os médicos disseram-lhe que ele não mais poderia tocar guitarra. Durante a recuperação, Reinhardt ganhou uma guitarra de seu irmão e desenvolveu um jeito próprio de tocar, utilizando os dedos anelar e mínimo para tocar somente acordes e os outros para realizar solos. Reinhardt voltou a andar com ajuda de uma bengala.

### Quintette du Hot Club de Francee outras gravações
Em maio de 1931, Django já havia recomeçado a tocar e acompanhou Louis Vola, também acordeonista, desta vez tocando guitarra. A orquestra de Vola, da qual Reinhardt fazia parte, se apresentou no mesmo ano em Pal Beach, em Cannes, no verão do mesmo ano.
Entre os músicos que Reinhardt ouvia nesta época, estavam Eddie Lang e Joe Venuti, Louis Armstrong e Duke Ellington, todos expoentes do jazz da época, sendo o primeiro um guitarrista. Mesmo que ainda não tocando somente jazz - ele também tocava em clubes russos e bandas de música dançante - Django começou a ser reconhecido pelo seu talento de tocar e improvisar. Isso fez com que ele frequentasse círculos sociais de artistas, escritores, músicos e poetas. Contudo, seu comportamento nunca chegou a se adequar completamente ao novo modo de vida, visto que ele não acabara ainda completamente com o estado de nomadismo dos anos iniciais de vida.
O gosto de Reinhardt pelo jazz levou-o a encontrar-se com o violinista Stéphane Grappelli, em 1933; o músico de formação clássica trabalhava tocando em cabarés parisienses e fazendo o fundo musical de filmes mudos e que recém havia voltado de uma turnê na Argentina. A colaboração entre Reinhardt e Grappelli foi esporádica no início. Faziam algumas sessões de jams ou sessões de estúdio de big bands. Pelo final de 1933 e início de 1934, Django acompanhava a orquestra do arcodeonista Jean Sablon e a de André Eykan; com a do último, excursionou pela Costa Azul; uma gravação com o grupo em 16 de janeiro de 1934 marcou a primeira parceria musical efetiva e gravada entre Reinhardt e Grappeli. Django também acompanhava os grupos de Germaine Sablon e Michel Warlop, eventualmente tocando junto com Grappeli - este ainda tocava principalmente piano.
Uma outra oportunidade quando Pierre Nourry e Charles Delaunay, líderes do Hot Club de France, fundado em outubro de 1932, convidaram Reinhardt para tocar com eles em 1934. O Hot Club, então fez uma audição na gravadora Odéon, mas ela rejeitou-os sob a alegação de ser "muito moderno". Uma gravação não lançada por aquela gravadora apresentava a formação do grupo com Stéphane Grappelli no violino, Django Reinhardt na guitarra solo, Joseph Reinhardt, seu irmão, e Roger Chaput nas guitarras rítmicas e Louis Vola no contrabaixo e Bert Marshall no violoncelo.
Em dezembro de 1934, contudo, o grupo tocou na Ecole Normale de Musique, o que marcou o início do Quintette du Hot Club de France. À época, juntamente com críticas positivas, houve críticas negativas, dizendo que Reinhardt era "um palhaço com um bandolim" e que soava "muito cigano". O concerto em geral agradou e uma nova data foi marcada para fevereiro do ano seguinte.
A formação mais famosa da banda contava com Roger Chaput, Joseph e Django Reinhardt nas guitarras (sendo os dois primeiros nas guitarras rítmicas), Stéphane Grappelli no violino e Louis Vola no contrabaixo. Quatro canções foram gravadas pelo conjunto no final de dezembro pela Ultraphone com essa formação: "Dinah", "Tiger Rag", "Oh Lady be Good" e "I Saw Stars". Algumas distribuições traziam o nome de Reinhardt como "Django", e outras como "Djungo". Em janeiro de 1935, a revista Jazz-Tango observou: "Django Reinhardt (porque esta é a correta escrita de seu nome) é comparável aos melhores instrumentalistas americanos". Django ainda continuou gravando com Jean Sablon, Guy Paquinet e Michel Warlop. Assim, quando Coleman Hawkins tocou com este último, em março de 1935, Django fez parte da formação.

"Quatro gravações recém foram conhecidas e provam incontestavelmente que os franceses podem produzir primeira classe de música. Elas são tocadas pelo Quinteto Hot Club de Django Reinhardt, uma instrumentalidade apenas de cordas. E eles não são apenas sensacionalmente surpreendentes, nesse mais alto grau, mas representam algo original, ainda completamente satisfatório, na arte do hot rhythm."

Leonard Hibbs, em artigo no Swing London
No disco gravado em março de 1935, apareciam as canções "Lily Belle May June", "Sweet Sue, Just You", "Confessin'" e "The Continental". Em abril, julho e setembro do mesmo ano, lançaram mais discos, todos gravados pela Ultraphone; uma das canções tornou-se uma das mais conhecidas do grupo, "Djangology". No intervalo entre as gravações, Reinhardt também gravava com outros artistas, como Nane Cholet e Alix Combelle (a presença de Reinhardt nesta última sessão - que não foi lançada ao álbum - é alvo de controvérsia). Após alcançar um relativo sucesso, selos maiores, como Decca, Gramophone, Swing e HMV também lançaram álbuns de 78 rotações do Quintette Hot Club du France.
O ano de 1936 começou com colaborações de Reinhardt com Jean Sablon e Jean Tranchant. Em abril, o Hot Club gravou novamente, o que se repetiria novamente em outubro; entre as canções, estavam "In The Still Of The Night ", "Georgia on My Mind" e "Nagasaki". Um artigo de junho de 1936 escrito por Edgar Jackson e veiculado na revista The Gramophone, de Londres, dizia que "Reinhardt continua o mesmo mago da guitarra, Grappelli é ainda o único rival de Venuti e um melhor acompanhamento dos instrumentos disponíveis dificilmente pode ser imaginado". Durante todo o ano, Reinhardt fez colaborações com outros músicos e apresentações.

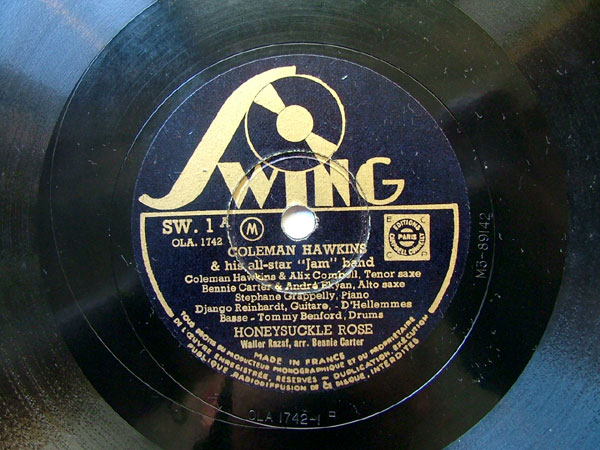
Disco que traz a gravação realizada por Coleman Hawikins em abril de 1937.

Em abril de 1937, o Hot Club gravou mais canções, entre elas "Tears". No mesmo mês, Reinhardt gravou novamente com Coleman Hawkins. Em setembro, ele lançou sob o seu nome (sem o Hot Club ou com outro artista no título) "St. Louis Blues" e "Boucin' Around (Rhythm in G Minor)", com acompanhamento de Louis Gaste na guitarra e  Eugène D'Hellemmes no contrabaixo. Em novembro e dezembro, o Hot Club du France gravou mais canções, entre elas "Minor Swing" e "My Serenade".
O grupo fez bastante sucesso na Europa. Um dos motivos para isso foi a combinação de cordas, até então pouco explorada. Musicalmente, o estilo da banda se aproximava muito do swing. Louis Vola, que tocava o contrabaixo, desenvolveu um método de tocar conhecido como "bomba manouche", uma marca do estilo gypsy jazz. Ao mesmo tempo, as duas guitarras rítmicas forneciam uma base regular para a música. Reinhardt e Grappelli faziam os solos.

### A Guerra e o fim doHot Club
Quando a Segunda Guerra Mundial estourou, o quinteto estava em turnê no Reino Unido. Reinhardt retornou a Paris, deixando sua esposa para trás. Grapelli permaneceu no Reino Unido durante a guerra. Reinhardt formou novamente o quinteto com Hubert Rostaing no clarinete substituindo o violino de Grappelli. Em 1943, Reinhardt se casou com Sophie "Naguine" Ziegler, em Salbris, com quem teve um filho, Babik Reinhardt, que se tornou um respeitado guitarrista.
Reinhardt sobreviveu à guerra sem ser preso, ao contrário de muitos ciganos que pereceram nos Porajmos, o assassinato sistemático de várias centenas de milhares de ciganos europeus feito pelo regime nazista. Ele foi alertado dos perigos que ele e sua família corriam, e fez várias tentativas malsucedidas de fugir da França ocupada. Parte da explicação de sua sobrevivência é de que ele teve a proteção de (sub-repticiamente) nazistas que gostavam de jazz como o oficial da Luftwaffe Dietrich Schulz-Köhn, cujo apelido era "Doktor Jazz".
Os problemas de Reinhardt duplicaram pelo fato de que os nazistas também desaprovavam oficialmente o jazz. Reinhardt se interessou por outras direções musicais, tentando escrever um réquiem para os ciganos e sinfonia (como ele não sabia escrever música, ele faria improvisações a serem anotadas por um assistente).

### Visita aos EUA
Depois da Guerra, Reinhardt voltou a se juntar a Grappelli na Inglaterra. Foram para os EUA para uma turnê, abrindo apresentações para Duke Ellington, e tocando no Carnegie Hall, com vários músicos e compositores famosos como Maury Deutsch. Apesar do grande orgulho que Reinhardt sentia por tocar com Duke Ellington, ele não estava realmente integrado com a banda, tocava somente alguns acordes no final do show, sem nenhum arranjo especial para ele. Ele estava acostumado com seu irmão, Joseph, carregando seu violão e afinando-o para ele. Supostamente, Django recebeu um instrumento desafinado para tocar. Além disso, ele estava acostumado a tocar com um Selmer Maccaferri, o instrumento que ele tornou célebre, mas pediram que ele tocasse com um novo modelo, com amplificador. Os resultados não foram muito satisfatórios. Ele voltou à França frustrado, mas continuou tocando e gravando muita coisa.
Django Reinhardt foi uma das primeiras pessoas a apreciar e entender a música de Charlie Parker e Dizzy Gillespie. Ele chegou a procurá-los quando chegou a Nova Iorque, mas infelizmente eles estavam em alguma turnê.

### Retorno à vida cigana
Depois de retornar à França, Django passou o resto de seus dias voltando para a vida cigana, com dificuldade de se adaptar à vida moderna. Um dos eventos mais enigmáticos foi quando Reinhardt abandonou, na beira de uma estrada, um carro que havia acabado de comprar porque havia acabado a gasolina. Às vezes Django aparecia para um show e não levava seu instrumento, se mudava de repente para a praia ou para um parque, e às vezes se recusava a levantar da cama.
O conceito de "Lead Guitar" (Django) e "Rhythm Guitars" (Joseph Reinhardt / Roger Chaput) nasceu no Quintette Du Hot Club De France. Eles usavam suas guitarras para percussão quando não havia percussão de verdade na sessão. Mais tarde ele formou uma nova banda com saxofone, trompete, piano, baixo e bateria. Ele continuou compondo, e é lembrado como um dos mais talentosos guitarristas do Jazz.
Em 1948, Reinhardt recrutou alguns músicos italianos de jazz (baixo, piano, percussão) e gravou um de seus mais aclamados trabalhos, "Djangology", mais uma vez em parceria com seu compatriota Stephane Grappelli no violino. Entretanto, sua experiência nos EUA havia feito dele uma pessoa diferente da que Grappelli havia conhecido, influenciado principalmente pelo jazz americano. Mas nessa gravação, Django voltou a suas raízes, tocando de novo a acústica Selmer-Maccaferi. Esta gravação foi recentemente descoberta por entusiastas do jazz e está disponível para venda nos EUA e Europa.

### Morte
Em 1951 mudou-se para Samois sur Seine, França, perto de Fontainebleau. Ele viveu lá por dois anos até 16 de maio de 1953, quando, retornando da estação de trem de Avon, ele desmaiou devido a uma hemorragia cerebral. O médico levou o dia todo para chegar e Django foi declarado morto ao chegar no hospital em Fontainebleau.

## Reinhardt na cultura popular

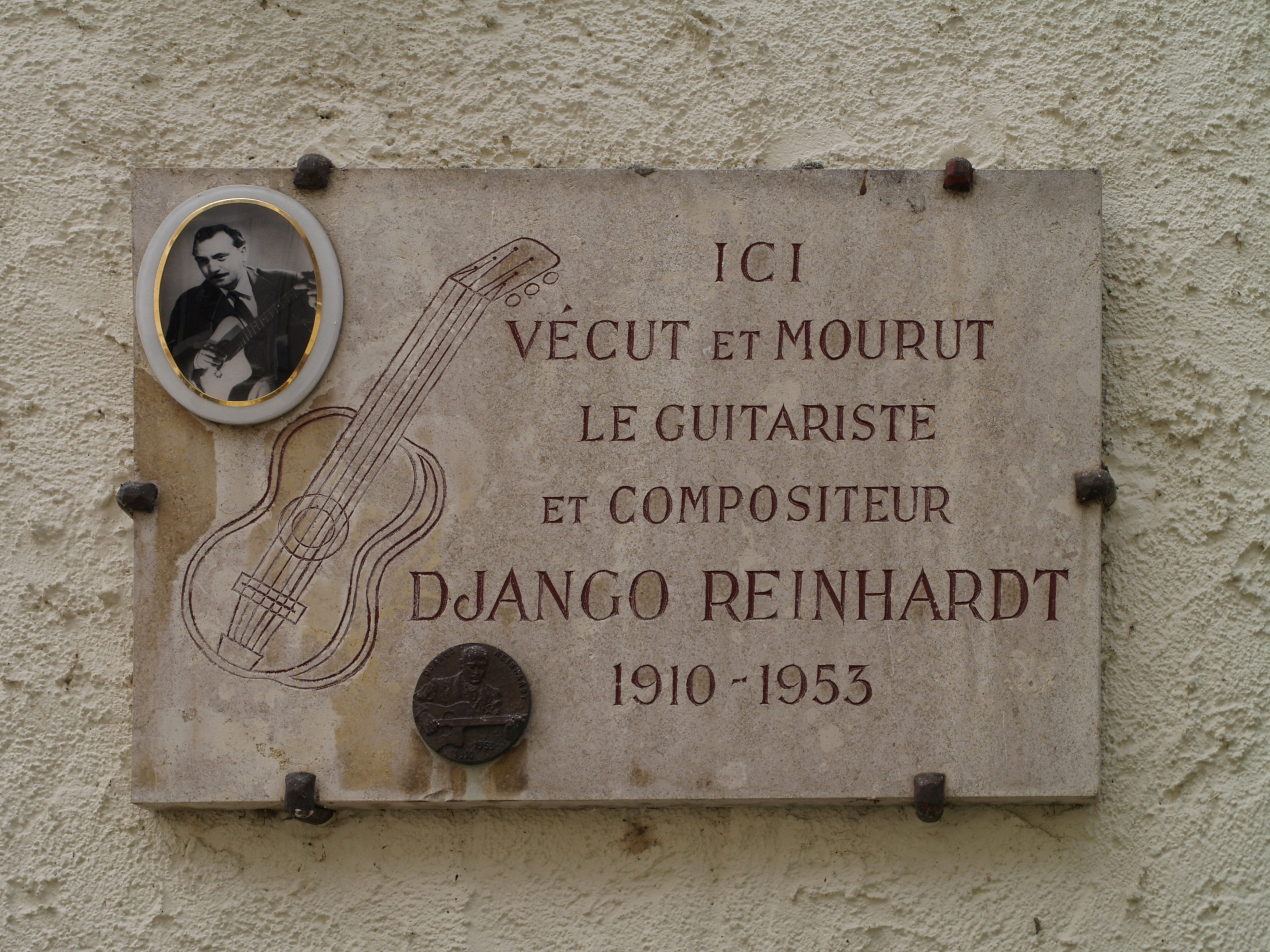
Placa comemorativa dedicada ao músico em Samois-sur-Seine, na França.

- O filme Sweet and Lowdown, dirigido por Woody Allen, é uma homenagem a Reinhardt.[37] Canções suas também foram usadas em Stardust Memories, do mesmo diretor.[38]
- Uma praça em Paris foi batizada com o nome de Django.[4]
- Jimi Hendrix nomeou seu grupo Band of Gypsys em homenagem a Reinhardt.[39]
- O planeta 94291 Django foi nomeado em homenagem ao guitarrista.[39]
- São realizados festivais em homenagem a Django Reinhardt na Itália,[40] Estados Unidos,[41] França,[42] Bélgica[43] e Reino Unido.[44]
- O álbum Django e a canção homônima, do grupo The Modern Jazz Quartet é dedicada a Reinhardt.[45]
- Django aparece no filme animado  As Bicicletas de Belleville e também no filme A Invenção de Hugo Cabret.
- O guitarrista Carlos Santana assumiu em entrevista ter sido influenciado por Reinhardt.[46] Reinhardt também foi uma influência para os músicos Yehudi Menuhin, Tony Iommi, Julian Bream, Les Paul, Barney Kessel, Chet Atkins, Joe Pass[47] e Gary Moore.[48] Les Paul encontrou, inclusive, Django, em 1951, quando ele estava novamente no acampamento cigano; ele relatou que o músico "estava muito deprimido"; eles se encontraram novamente em 1952.[49]
- Dentro da linguagem de programação Python, a framework web mais utilizada tem o nome de Django em homenagem ao guitarrista.[50]
- O jogo Mafia: The City of Lost Heaven (2002) possui treze músicas do artista.

O livro as Cordas Mágicas de Mitchell Albom cita o músico,
• Em 23 de janeiro de 2020, foi homenageado no programa Gazeta Esportiva, tendo uma de suas músicas tocadas ao fim deste em comemoração aos 110 anos do nascimento do músico.  

## Discografia
- 1934 - First Recordings
- 1937 - Quintet Hot Club of France
- 1945 - Paris 1945
- 1949 - The Indispensable
- 1951 - At Club Saint Germain
- 1953 - Django Reinhardt et Ses Rythmes
- 1954 - The Great Artistry of Django
- 1990 - Django Reinhardt & Stephane Grappelli
- 1994 - The Art of Django
- 2003 - Jazz in Paris: Nuages
- 2004 - Nuits de Saint-Germain des Prés
- 2004 - Quintet of the Hot Club of France

De acordo com o sítio Clube do Jazz

## Livros sobre o músico
- ANTONIETTO, Alain, BILLARD, François. Django Reinhardt, Rythmes Futurs (em francês). Paris: Éditions Fayard, 2004. IBN 9782213617039
- Spautz, Roger (1983). Django Reinhardt, Mythes et Réalités (em francês). Luxemburgo: RTL. ISBN 2879510082
- Charles, Delaunay. Django Reinhardt (em inglês). [S.l.]: Hal Leonard Corp. ISBN 030680171X
- Dregni, Michael. Django Reinhardt and the Illustrated History of Gypsy Jazz (em inglês). [S.l.]: Speck Press. ISBN 978-1-933108-10-0
- Williams, Patrick (1998). Django (em francês). Marselha: Éditions Parenthèses. ISBN 2863646125